# 流血の絆
『流血の絆』（りゅうけつのきずな、原題：Le Grand Pardon II,英題：Day of Atonement）は、1992年のフランスのクライム映画。ロジェ・アナン、リシャール・ベリ、ジェラール・ダルモン、クリストファー・ウォーケン出演。1982年の『流血の絆/野望篇』の続編。日本では本作の公開後、劇場未公開だった前作が前日譚としてVHSが発売された。

## ストーリー
10年前、ユダヤ系マフィアのボスであるレイモン・ベトゥーンは、宿敵を殺した罪で10年の実刑判決を受けて収監された。刑期を終えて出所したレイモンは、13歳になった孫のアレキサンダーのバル・ミルヴァーに立会い、息子のモーリスと近況について話し合う。モーリスは、レイモンが留守の間ベトゥーン家を取り仕切り、ベトゥーンの名を従来の裏社会ではなくビジネス界で有名にすることに尽力し、自分のような過ちを犯してほしくないと考えていたレイモンも、その方針に賛同していた。
そこにモーリスの昔の仕事仲間のエミリオが現れ、麻薬捜査局によって麻薬製造のアジトに強制捜査が入ったため、その被害分を助けてくれるようモーリスに頼みに来た。しかし現在は麻薬からは足を洗い、彼と縁を切りたかったモーリスは何もできないというが、エミリオは引き下がらない。そんな彼に対して、現在進行中のプロジェクトが成功したら金を貸すと約束するが、エミリオは今すぐ欲しいと譲らず、仕方なく何とか工面してみると話す。モーリスは、パーティに駆けつけた恋人のジョイス・フェランティを父に紹介する。そしてリチャードソン大臣に、サルバ島の譲渡書類にサインしてもらったあと、レイモンなじみの歌手、フレディ・アンブロジの歌を聞いていると、裏社会の大物パスコの殺し屋、ヴェルデューゴが客としてベトゥーン家を訪ねてきた。それを見たエミリオは、モーリスたちがパスコと組んでいると知り、暴言を吐いてモーリスに追い払われる。後日エミリオはヴェルデューゴに殺される。モーリスは、購入したサルバ島にカジノを建設する計画を立てており、その説明を会議でしていると、エミリオの仲間のサンチェスが乗り込んできて、ニワトリの生首を投げつけていった。そのことでレイモンと口論になったモーリスは、麻薬取引に関わっているかを聞かれて、関わっていないと嘘をつく。
そのころモーリスの手下のエリック・ルモニエは、モーリスたちのいとこで死んだとされているローランドに会い、麻薬取引のためのブツを用意してもらうよう頼みに行っていた。取引のすべてを自分が仕切ることを条件に、要求を受け入れたローランドだが、彼にはモーリスたちベトゥーン家に対する恨みがあり、密かに彼らをつぶす計画を立てていた。ブツのあてがついたモーリスはパスコと会い、彼とカジノ建設のための資金提供パートナーシップを結ぶため、その条件となる麻薬取引の詳細について話し合う。

## キャスト
| 役名                   | 俳優                         | 日本語吹替 |
| ---------------------- | ---------------------------- | ---------- |
| レイモン・ベトゥーン   | ロジェ・アナン               | 阪脩       |
| モーリス・ベトゥーン   | リシャール・ベリ             | 江原正士   |
| ローランド・ベトゥーン | ジェラール・ダルモン         | 菅原正志   |
| パスコ                 | クリストファー・ウォーケン   | 大塚芳忠   |
| サリー・ホワイト       | ジル・クレイバーグ           | 吉田理保子 |
| ジョイス・フェランティ | ジェニファー・ビールス       |            |
| アルバート・ベトゥーン | ジャン・ベンギーギ           | 星野充昭   |
| エミリオ・エステバン   | ラウル・ダヴィラ             | 石井康嗣   |
| アレキサンダー         | アレクサンドル・アジャ       |            |
| サミー                 | ジャン＝クロード・ド・グロス | 鈴木勝美   |
| ボブ・スタイガー       | ジャン＝マリー・レマイア     |            |
| ダニー・ウィリアムズ   | ジム・ムーディ               |            |
| エル・ヴェルデューゴ   | クリスチャン・フェラ         |            |
| イーライ・ベトゥーン   | フィリップ・スフェズ         |            |
| サンチェス             | ロベルト・エスコバル         |            |
| フレディ・アンブロジ   | アルマン・メストラル         |            |
| エリック・ルモニエ     | フランク・カルフン           | 長島雄一   |
| ジョゼフ               | ニック・サヴェージ           | 鈴木勝美   |
| リチャードソン         | L・シドニー                  | 菅原正志   |

## スタッフ
- 監督・製作：アレクサンドル・アルカディ（フランス語版）
- 脚本：アレクサンドル・アルカディ、ダニエル・サンタモン
- 製作総指揮：ロベール・バンミュッサ
- 撮影監督：ウィリー・クラン
- プロダクションデザイナー：トニー・エグリ
- 編集：マルティーヌ・バラーク
- 衣裳デザイン：ミック・シュミナル
- 音楽：ロマーノ・ムスマッラ